# Fergus de Galloway
Fergus de Galloway (m. 12 mayo 1161) fue Lord de Galloway en el siglo XII. A pesar de que sus orígenes familiares son desconocidos, es posible que sea de ascendencia hiberno-nórdica. Aparece por vez primera de manera oficial en 1136, cuando atestigua una carta de David I, Rey de Escocia. Hay evidencias considerables que indican que Fergus estuvo casado con una hija bastarda de Enrique I de Inglaterra. A pesar de que su identidad es desconocida, es posible que sea la madre de los tres hijos de Fergus.
Fergus forjó una alianza matrimonial Óláfr Guðrøðarson, Rey de las Islas a través del matrimonio del último con Affraic, una hija de Fergus. Como consecuencia de esta unión, la rama principal de la dinastía de Crovan desciende de Fergus. Cuando Óláfr fue asesinado por una rama rival de la dinastía, Galloway fue atacado antes de que el nieto de Fergus, Guðrøðr Óláfsson, pudiera hacerse con el control de las Islas. Fergus y su nieto parecen haber supervisado operaciones militares en Irlanda, antes de que este último fuera derrocado por Somairle mac Gilla Brigte, Señor de Argyll. El hecho de que no haya registros de Fergus apoyando a Guðrøðr contra Somairle podría ser evidencia de una pérdida de autoridad de Fergus. Las fuentes contemporáneas ciertamente informan que Galloway fue golpeada por conflictos dinásticos durante la década.
La caída del poder de Fergus llegó en 1160, después de que Malcolm IV, rey de Escocia resolviera una disputa entre sus principales magnates y lanzara tres campañas militares a Galloway. Las razones para la invasión escocesa son desconocidas. Por un lado, es posible que Fergus precipitara los acontecimientos al atacar territorios escoceses. En los momentos posteriores al ataque, el rey llegó a acuerdos con Somairle lo que podría evidenciar que, bien había estado aliado con Fergus contra los escoceses o bien que había cooperado en la destrucción de Fergus. En cualquier caso, Fergus fue expulsado del poder, y obligado a retirarse a la abadía de Holyrood, muriendo al año siguiente. El Señorío de Galloway parece haber sido repartido entre sus hijos, Gilla Brigte y Uhtred, y la influencia escocesa penetró en Galloway.

## Orígenes

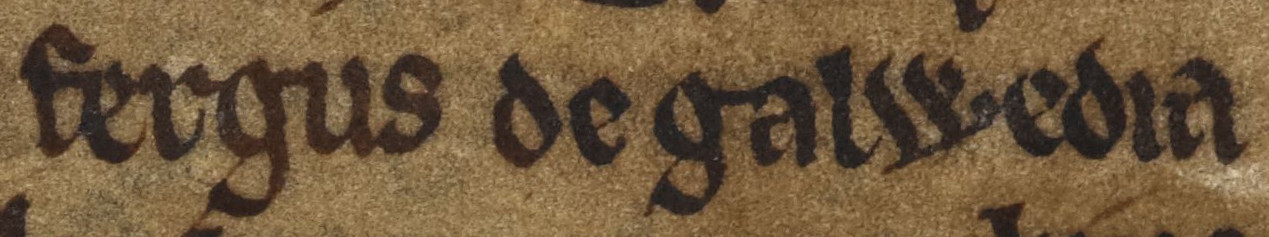
El nombre de Fergus como aparece en el folio 35v de la Biblioteca británica Cotton Julius A VII (la Crónica de Mann): "Fergus de Galwedia".

Los orígenes familiares de Fergus son desconocidos. No aparecen patronímicos en fuentes contemporáneas, y sus descendientes posteriores no aparecen vinculados a ningún antepasado anterior a él. El hecho de que tienda a ser nombrado "de Galloway" en las fuentes contemporáneas sugiere que  era el cabeza de la familia más importante en la región. Tal parece haber sido el caso de su contemporáneo Freskin, un destacado colono de Moray, que era nombrado de Moravia.
Una fuente que podría arrojar algo de luz sobre los orígenes familiares de Fergus es el Roman de Fergus, un romance artúrico medieval, principalmente localizado en el sur de Escocia, que narra la historia de un caballero que puede ser el propio Fergus. El nombre del padre del caballero en esta fuente es una forma del nombre del vecino y contemporáneo  de Fergus Somairle mac Gilla Brigte, Señor de Argyll, y podría ser una prueba de que el nombre de Fergus llevara el mismo nombre.[Nota 2] Por otro lado, en lugar de ser evidencia de alguna relación histórica, los nombres podrían haber sido empleados en el romance simplemente por ser considerados típicamente gallovidianos. De todas formas, hay razón para sospechar que el romance es un pastiche o parodia de las composiciones de Chrétien de Troyes; y además de la coincidencia de nombres, el cuento tiene poco que aportar como fuente autorizada del Fergus histórico.
A pesar de la incertidumbre que rodea sus orígenes,  es posible que Fergus tuviera ancestros hiberno-nórdicos y gallovidianos. Tradicionalmente, los habitantes de Galloway miraban más a las Islas que a Escocia, y el núcleo de las tierras de su familia se ubicarían en el valle del río Dee y el área costera alrededor de Whithorn, regiones de importante poblamiento escandinavo. De todas formas, el hecho de que Fergus muriera ya anciano en 1161 sugiere que nació antes de 1100.

## Primeros años

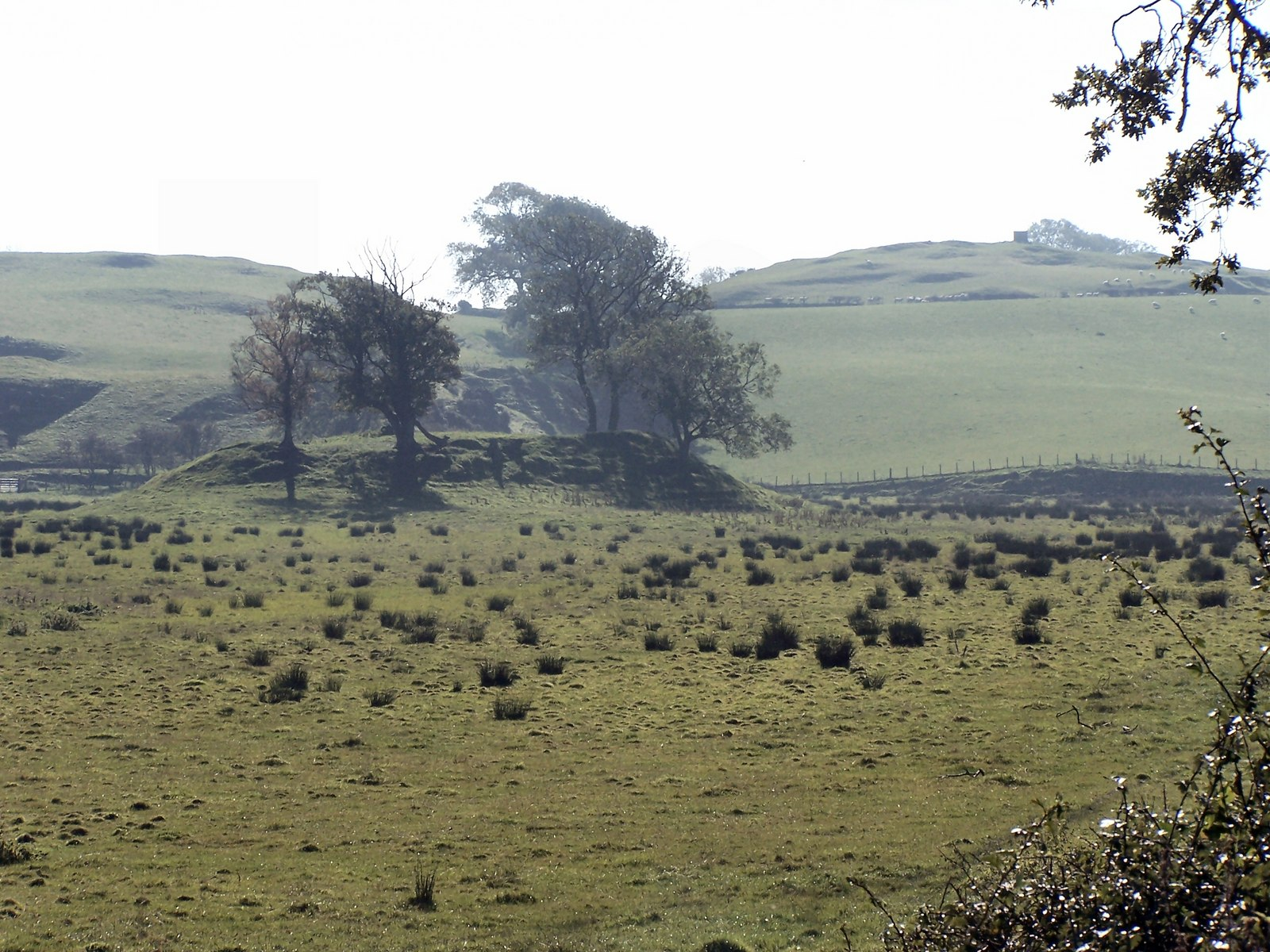
Uno de los túmulosen Lochfergus, un ahora drenado lochan cerca de Kirkcudbright, donde Fergus pudo haber tenido una fortaleza.

Fergus aparece por primera vez en los registros oficialmente en torno a 1136×1141, cuando él y su hijo, Uhtred, presenciaron la entrega de las tierras de Partick a la iglesia de St Kentigern en Glasgow.[Nota 3] La extensión exacta del señorío de Galloway en el siglo XII es incierta. Actas supervivientes de Fergus y Uhtred revelan una concentración de dotaciones en el centro de Galloway, entre los ríos Urr y Flota. Donaciones posteriores de tierras por descendientes de Fergus en el valle del Dee podrían indicar la expansión de territorio de este núcleo original. Hay evidencias que indican que Fergus se expandió hacia el occidente de Galloway. Sus descendientes son ciertamente asociados con el castillo de Cruggleton y las tierras vecinas. En 1140, durante su viaje de regreso de Clairvaux a Ulster, Máel Máedoc Ua Morgair, Arzobispo de Armagh hizo tierra en Cruggleton, según la Vita Sancti Malachiae, compuesta por Bernardo de Claraval. A pesar de que esta fuente asocia el castillo con los escotos, parece improbable que la autoridad real escocesa alcanzara la costa de Galloway, y la afirmación bien podría ser resultado de una confusión con la estancia anterior de Máel Máedoc en el castillo de Carlisle, entonces controlado por David I, Rey de Escocia. De hecho, la visita de Máel Máedoc a Cruggleton pudo haber implicado al señor local de la región, probablemente Fergus. El señorío de mediados del siglo XII, por tanto, parece haber estado centrado en la región de Wigtown Bay y la desembocadura del río Dee.

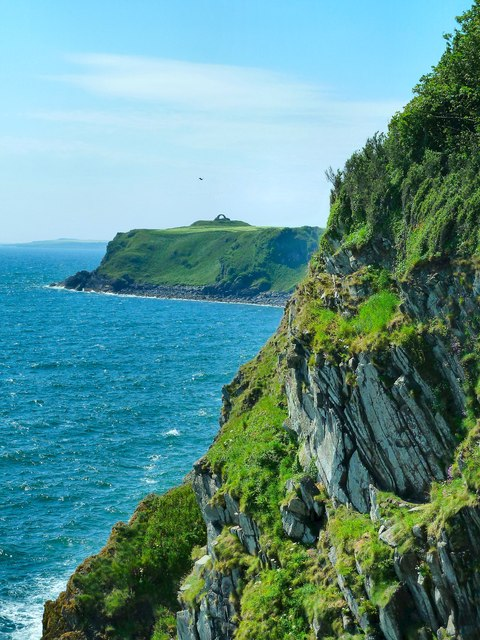
El ruinoso castillo de Cruggleton en la distancia. Esta fortaleza era un antiguo centro Gallovidiano y el castillo pudo haber sido construido por el nieto de Fergus, Roland fitz Uhtred.

El hecho que Gilla Brigte, que bien pudo haber sido el primogénito de Fergus, que posteriormente parece haber tenido su territorio al oeste del río Cree, lo que podría evidenciar que la madre de este hombre era miembro de una familia prominente de la región. Tal alianza podría también explicar la expansión de Fergus hacia el oeste. En cualquier caso, el hecho que la Diócesis de Whithorn fuera recuperada aproximadamente en 1128, posiblemente por el propio Fergus, podría indicar que estableció intencionadamente una sede episcopal que abarcara todos sus dominios. La aparente extensión de la autoridad de Fergus a Galloway occidental pudo haber se visto facilitada por la desintegración del expansivo Reino de las Islas. A la muerte del reinante Guðrøðr Crovan, Rey de las Islas, estas se sumergieron en el caos, soportando periodos de violentos choques dinásticos que sobrepasaban el dominio noruego, además de invasiones irlandesas. Al final del primer cuarto del siglo XII, no obstante, el hijo más joven de Guðrøðr Crovan, Óláfr, parece haber sido restaurado en las Islas por Enrique I de Inglaterra. Esta restauración de la dinastía de Crovan parece haber formado parte de la extensión de la influencia ingesia en la zona del Mar de Irlanda. Otro aspecto de esta expansión fue el establecimiento de David, un hermano más joven del rey Alejandro I, como vasallo de Enrique I.

## Aliado de los ingleses

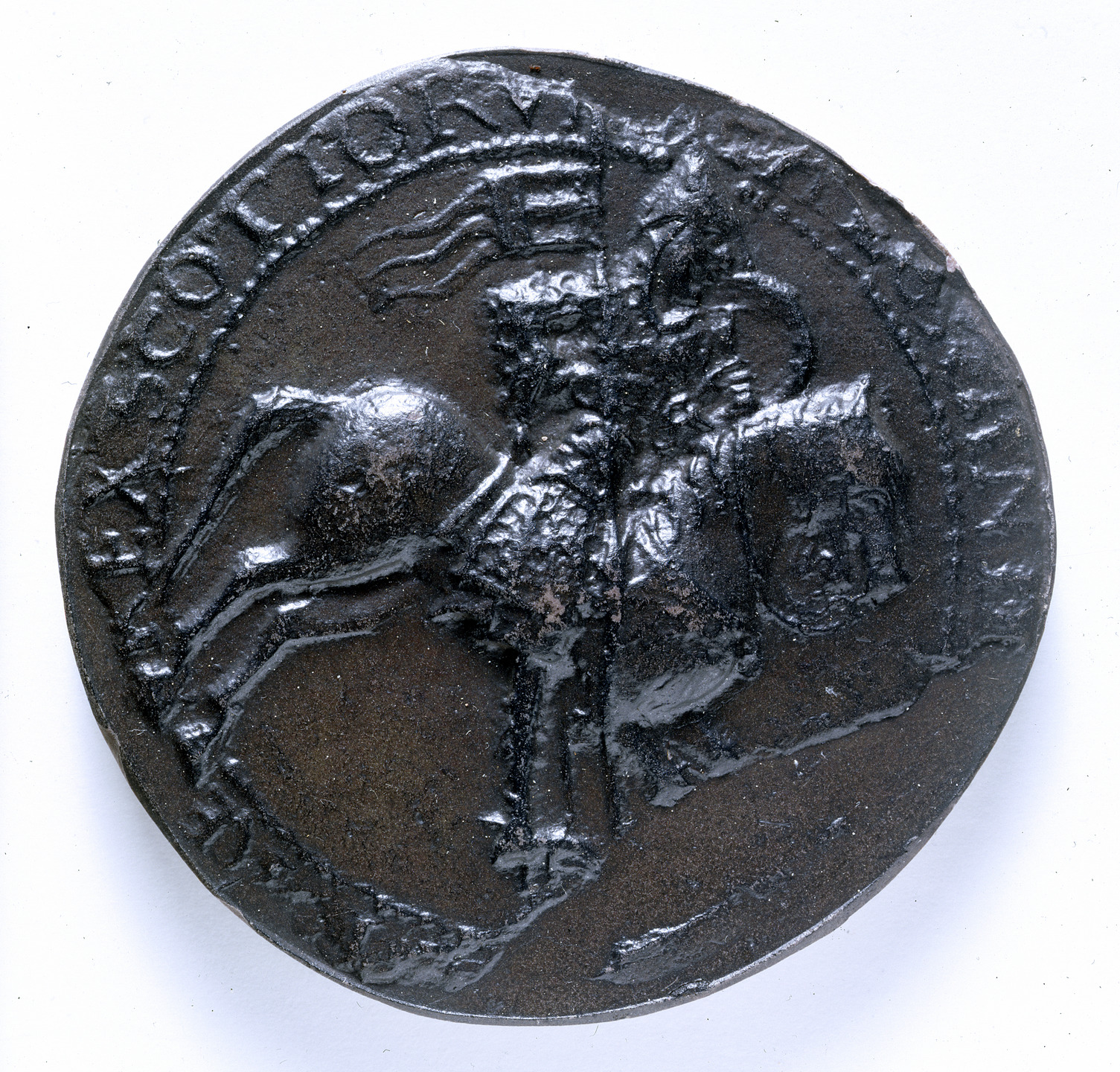
Sello de Alejandro I, Rey de Escocia, hermano aparente-en-ley de Fergus.

Hay una cantidad considerable de evidencias que indican que Fergus se casó con una hija de Enrique I. Por ejemplo, hay documentos que sugieren que los tres hijos de Fergus—Uhtred, Gilla Brigte, y Affraic—estaban emparentados con la familia real inglesa. Específicamente, Uhtred es llamado primo de Enrique II, por Roger de Hoveden. A pesar de que fuentes específicas sobre Gilla Brigte no dan indicaciones similares, señalando potencialmente que no compartía madre con Uhtred, el hijo de Gilla Brigte, Donnchad, Conde de Carrick, era considerado como pariente del hijo y sucesor de Enrique II, Juan I de Inglaterra. Con respecto a Affraic, Robert de Torigni, Abad de Mont Saint-Michel remarcó que su hijo, Guðrøðr Óláfsson, Rey de Dublín y las Islas, estaba emparentado con Enrique II a través de la madre del último, Matilde, una de las hijas de Enrique I.

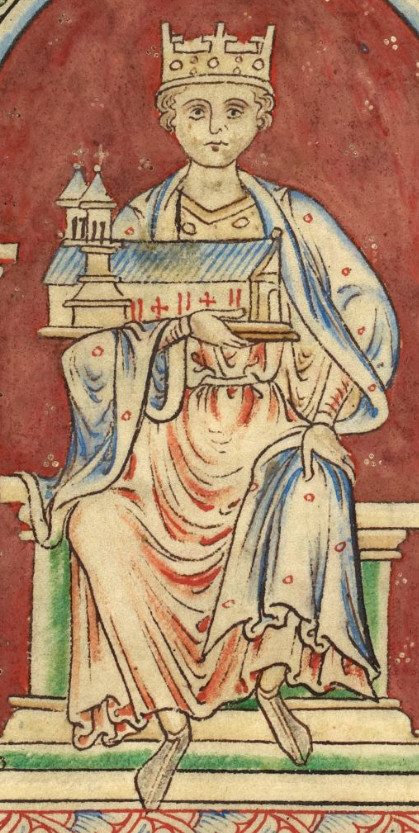
Henry I, Rey de Inglaterra cuando descrito en la biblioteca británica Real 14 C VII.

Enrique I parece haber tenido aproximadamente veinticuatro hijos ilegítimos. A pesar de que el nombre y la identidad de la mujer de Fergus son desconocidos, parece haber sido uno de las numerosas hijas bastardas de Enrique I, a través de las que el rey forjó alianzas matrimoniales con príncipes vecinos a lo largo de la periferia de su imperio anglonormando. La fecha de la primera atestiguación de Uhtred como máximo, mientras que el hecho de que Guðrøðr tuviera edad suficiente como para prestar homenaje al rey noruego en 1153 sugiere que Affraic no nació después de 1122. Tales fechas de nacimiento sugieren que el matrimonio de Fergus data de un periodo en el que la corona inglesa consolidaba su autoridad en el noroeste y extendía su influencia hacia el Mar de Irlanda. Desde la perspectiva inglesa, una alianza entre Enrique y Fergus habría asegurado un entendiendo con el hombre que controlaba una parte importante del flanco occidental de la esfera anglonormanda. De hecho, una de las hijas bastardas de Enrique I, Sibila, se casaría con el rey Alejandro, según parece no mucho tiempo después de la ascensión del último. El propio matrimonio de Fergus parece evidenciar no solo su estatus preeminente en Galloway, sino el grado de soberanía que poseía como su gobernante. Las uniones de Alejandro y Fergus evidencian la intención de Enrique I de extender la infulencia inglesa al norte del Fiordo de Solway.

## David y la consolidación escocesa

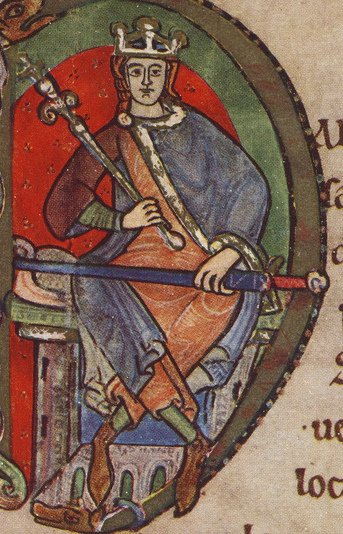
Malcolm IV, Rey de Escocia en un diploma real del siglo XII.

El comienzo del siglo XII en Escocia vio el ascenso del hermano menor de Alejandro, David. La estrecha relación de éste con los ingleses, contribuyó a la adquisición final de una parte sustancial del sur de Escocia de Alejandro. Aproximadamente en 1113, David se casó con Matilde de Senlis, una rica viuda inglesa, y a través de ella tomó posesión de señorío extenso, conocido como el Honor de Huntingdon. Hacia mitad de siglo, el equilibrio de poder a lo largo del norte del reino anglonormando comenzó a favorecer a David.[Nota 4] En 1120, el único hijo legítimo de Enrique I murió junto a Ricardo de Avranches, Conde de Chester en el naufragio del Barco Blanco. El señorío de este último en las Marcas Galesas era una región crítica para el reino de Enrique, que respondió enviando a Ranulf le Meschin desde su señorío de Carlisle a las posesiones de Ricardo de Avranches a lo largo de la frontera galesa.
A la muerte de Alejandro en 1124, David asumió el trono. La concesión de Annandale a Robert de Brus parece no solo indicar la intención de la Corona escocesa de consolidar es control de la región, sino como declaración de las reclamaciones del reino sobre Cumbria. El matrimonio de Fergus con la hija de Enrique I, que parece datar de este periodo, pudo tener en cuenta esta situación. De ser así, la unión podría haber sido orquestada como medio, no solo de compensar el traslado de Ranulf, sino como un método para contrarrestar el dramático ascenso de David y el desequilibrio de poder que este originaba. Tras sacar a Ranulf del norte, Enrique llenó el vacío de poder con varios "nuevos hombres". Uno de estos recién llegados pudo haber sido Robert de Brus, un normando que había recibido con anterioridad extensas propiedades de la Corona inglesa. De hecho, es posible que fuera justo tras la salida de Ranulf cuando Robert de Brus recibió el señorío de Annandale. Si fue así, este último pudo haber sido insertado en la región por Enrique I, o quizás a través del esfuerzo conjunto entre Enrique y su entonces vasallo David para asegurar la frontera angloescocesa.[Nota 5] El aparente ascenso de Fergus en esta época pudo haber tenido cierta influencia sobre la operación de Annandale.

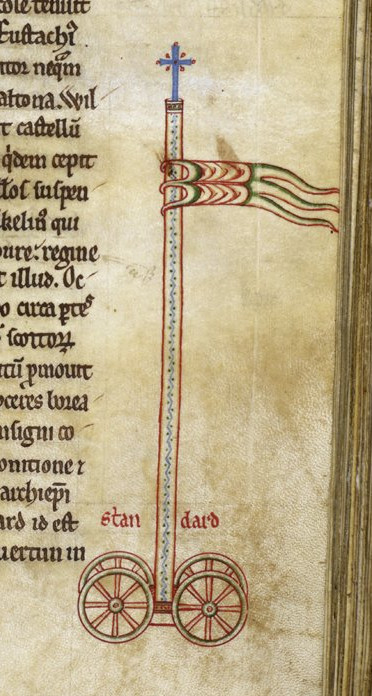
Ilustración marginal en el British Library Royal 14 C II (Chronica) del estandarte después de que la Batalla del Estandarte fuera nombrada.

El propio Enrique estaba casado con la hermana mayor de David, Edith, una unión que le vinculaba estrechamente a la casa real escocesa. Mientras Enrique vivió, las relaciones entre él y David fueron armoniosas. Tras su muerte en 1135, no obstante, la paz entre los Escocia e Inglaterra quedó destrozada cuando su sobrino, Esteban de Blois, Conde de Boulogne y Mortain, ocupó el trono. Antes del fin del año, los escoceses avanzaron y capturaron Carlisle y Cumberland antes del restablecimiento de la paz. Las relaciones se rompieron al año siguiente, y los escoceses invadieron nuevamente en 1137, ocupando Northumberland, y presionando hacia York. Los relatos contemporáneos de los cronistas ingleses Richard Hexham y Ailred, Abad de Rievaulx señalan a los soldados Gallovidianos por sus atrocidades excesivas en la campaña de David. El desastre golpeó a los escoceses en 1138 en la Batalla del Estandarte, cuándo las fuerzas de David fueron totalmente derrotadas por los ingleses cerca de Northallerton.
Aunque los gallovidianos participaron en la campaña de David, no hay evidencia concreta que conecte a Fergus con las operaciones hasta después de su final.  Es posible que la declaración de Fergus de 1136 podría haber mostrado la participación gallovidiana en la campaña real. Si la esposa de Fergus era realmente hija natural de Enrique I, el propio Fergus podría tener una opción en la crisis sucesoria inglesa, al ser su esposa medio hermana del adversario de Esteban, Matilda, a quien Enrique I había designado como sucesora. La confirmación explícita del papel de  Fergus puede existir en los términos del tratado de paz subsiguiente, cuando Richard Hexham dejó escrito que uno de los rehenes que fue entregado a los ingleses como garantía fue el hijo de un conde llamado Fergus. El hecho de que no existiera un conde escocés de ese nombre sugiere que, a no ser que Richard Hexham estuviera equivocado, era Fergus a quien se referían. De todas formas, después de esta fecha no quedan pruebas de la implicación de Fergus en los asuntos angloescoceses.

## Actividades eclesiásticas

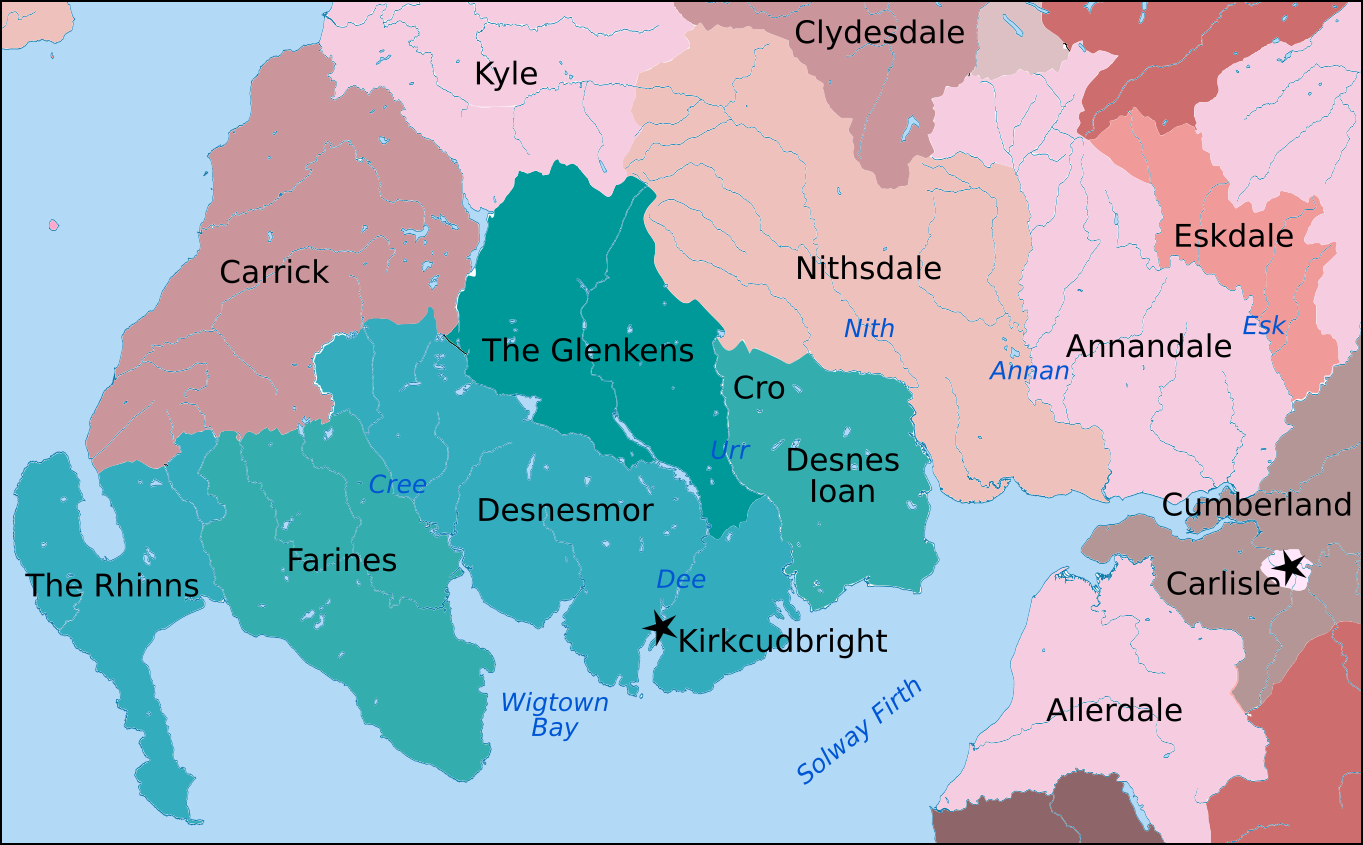
Divisiones dentro del Señorío de Galloway (en verde) y señoríos circundantes en el siglo XII.[Nota 6] La Diócesis de Whithorn abarcaba todas las regiones Gallovidanas excepto Desnes Ioan, que cayó bajo la Diócesis escocesa de Glasgow, y parece haber sido incorporada al señorío solo durante el gobierno de los hijos de Fergus.

En aproximadamente 1128, la Diócesis de Whithorn fue revivida después de tres siglos desde la consagración del último obispo diocesano. El resurgimiento es revelado por mandato papal de fecha diciembre de 1128, y el registro del juramento del obispo electo, Gilla Aldan, a Thurstan, Arzobispo de York entre aproximadamente 1128 y 1140.  Es incierto quién era la fuerza de detrás del renacimiento. Las conocidas actividades eclesiásticas de David podrían sugerir que era él el responsable. Por otro lado, la extensión de la autoridad de David en Galloway es cuestionable. En cuanto a Fergus, no hay pruebas concluyentes de que controlara el señorío en esta época o de que estableciera una sede.
El hecho que Gilla Aldan tuviera probablemente origen nativo—en oposición a las aparentes preferencias de David por los clérigos anglonormandos—y el hecho que Gilla Aldan profesara obediencia al Arzobispo de York—un eclesiástico cuya influencia sobre la iglesia escocesa David intentaba detener— parecen indicar que Gilla Aldan no había sido nombrado por los escoceses. Si Fergus fuera de hecho el impulsor del resurgimiento de Whithorn, esto hubiera ayudado a sus aspiraciones reales, ya que asegurar la independencia eclesiástica podría haber sido un paso importante para asegurar la independencia política. El sucesor de Gilla Aldan fue Christian, que fue consagrado en 1154 por Hugo de Amiens, Arzobispo de Rouen, que por otro lado, pudo haber estado trabajando para Roger de Pont l'Evêque, Arzobispo electo de York.
Fergus y su familia fueron importantes protectores eclesiásticos, trabajando con Agustinos, Benedictinos, Cistercienses, y Premonstratenses. Un diploma superviviente revela que Fergus concedió las tierras de Dunrod, Isla de St Mary (en la que un priorato fue construido en algún momento), y los alrededores de Galtway a la abadía agustiniana de Holyrood. Una lista de propiedades del siglo XV de los Caballeros Hospitalarios revela que Fergus había concedido a esta orden de las tierras de Galtway (en las parroquias medievales de Balmaclellan y Dalry) en algún momento. Esta transacción parece evidenciar aún más la alineación de Fergus con la Corona inglesa.

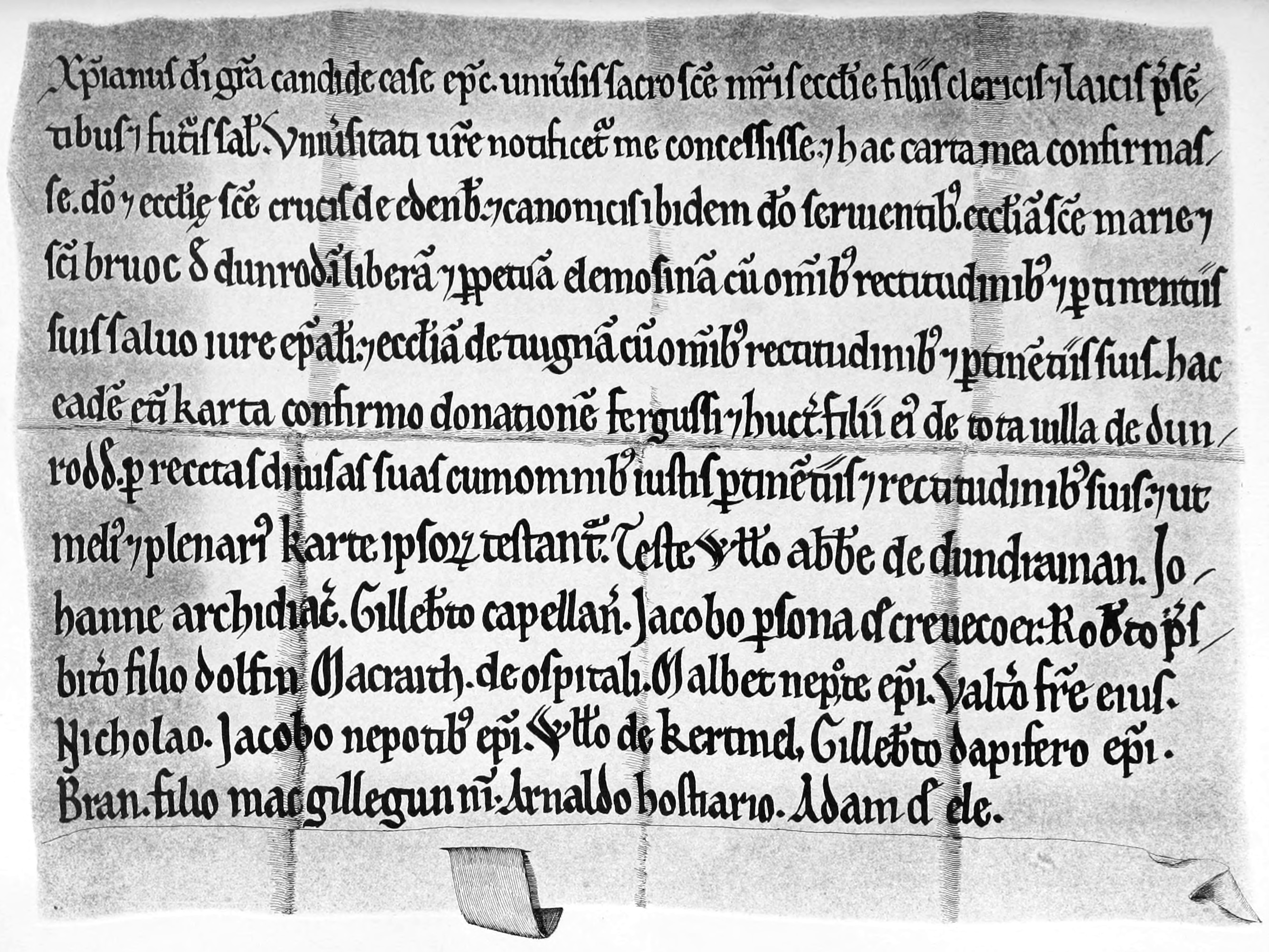
Carta de confirmación de la donación de Fergus de las tierras de Dunrod a la abadía escocesa de Holyrood. El nombre de Fergus aparece en la sexta línea.

La necrología de la abadía de Newhouse dice que Fergus fue el fundador de una casa Premonstratense en Whithorn. Tanto él como Christian son mencionados en la necrología de la abadía de Prémontré como fundadores de un monasterio en Whithorn. El gobierno de Christian como obispo (1154–1186), y del reinado de Fergus como señor (×1160), sugiere que el priorato de Whithorn fue fundado en algún punto entre aproximadamente 1154 y 1160. Según los anales de Maurice de Prato, esta casa fue transformada en casa Premonstratense por Christian aproximadamente en 1177. Estas fuentes, por tanto, parecen revelar que Fergus fue responsable del establecimiento de una casa posiblemente agustiniana en Whithorn, mientras Christian fue el responsable de su posterior refundación como institución premonstratense. Tal cambio no era algo desconocido en Inglaterra o en el Continente.

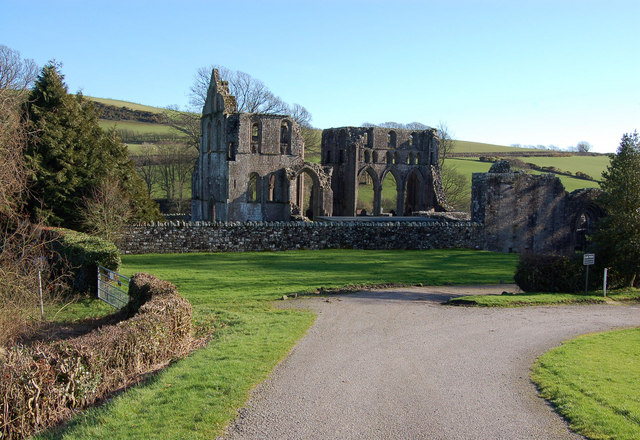
Ruinas de la abadía de Dundrennan, quizás fundada o co-fundada por Fergus. Es posible que el monasterio fuera fundado en parte como un acto de penitencias por las atrocidades gallovidianas comeitdas durante la invasión escocesa del norte de Inglaterra en 1138.

Bien Fergus o David—o quizás ambos Fergus y David—pueden haber sido los fundadores de la abadía de Dundrennan, una casa cisterciense dentro de  los límites del señorío de Fergus. John Fordun y Walter Bower atribuyen su fundación solo a David, a pesar de que su contemporáneo John Hexham no menciona esta casa entre fundaciones conocidas de David. El hecho que Walter Daniel, un monje Cisterciense de la comunidad en Rievaulx, fuera altamente crítico con Galloway y sus habitantes puede evidenciar que Fergus probablemente no fuera el único fundador. La cercanía de David con los Cistercienses podría sugerir que el monasterio debió su formación, como casa hija de Rievaulx, a cooperación entre David y Fergus.
La abadía de Dundrennan parece haber sido fundada aproximadamente en 1142, lo que sitúa su formación en una época en la que David había extendido su poder en el suroeste. Tal fecha también coloca la fundación en el tiempo en el que Máel Máedoc estaba en la región, los cual puede apuntar a su implicación. De todas formas, si Fergus y David estuvieran implicados en la dotación de la abadía, el hecho de que fuera colonizada por Cistercienses de Rievaulx sugieren que era de algún modo una fundación penitencial por la infame contribución de los gallovidianos a la batalla del Estandarte cuatro años antes. Además, el hecho que el propio Thurstan hubiera sido responsable de la resistencia inglesa significaba que Fergus había guerreado contra su señor espiritual, y casi con seguridad había soportado repercusiones eclesiásticas como resultado. A ojos de los Cistercienses, Fergus y David eran responsables por no frenar las atrocidades cometidas durante la campaña, y Fergus fue señalado como responsable por la Vita de Walter Daniel Ailredi por miles de muertes.

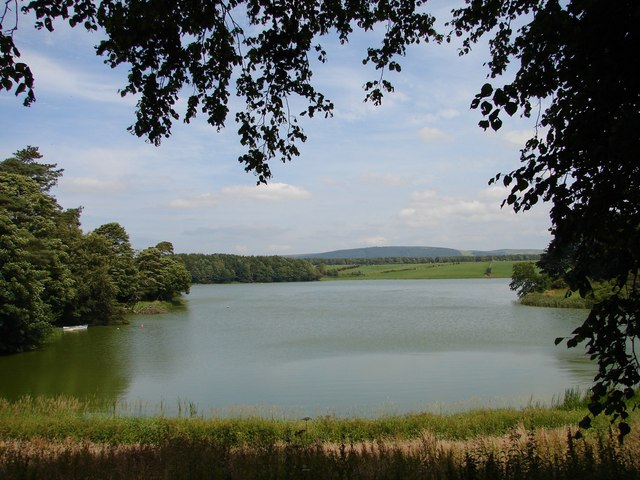
Soulseat Loch, a veces llamado el Lago Verde, donde la abadía de Soulseat estuvo una vez. La abadía podría ser idéntica a "Viride Stagnum" ("lago verde"), donde Máel Máedoc fundó un monasterio.

Otra casa religiosa posiblemente fundada por Fergus gue la abadía de Soulseat, una casa Premonstratense ubicada cerca de Stranraer. Walter Bower y las necrologías lo dan por seguro. Aun así, el hecho que esta casa aparece parezca ser idéntica a la "Viride Stagnum" atestiguada por la contemporánea Vita Sancti Malachiae parece para ser evidencia que Soulseat nació como una casa cisterciense fundada por Máel Máedoc. Si Máel Máedoc y Fergus se conocieron durante la supuesta estancia del primero en Cruggleton, es concebible que Fergus le concediera las tierras en las que fundó una casa religiosa en Soulseat. Si Máel Máedoc de hecho fundó una casa Cisterciense en este lugar, claramente fue convertida en un monasterio Premonstratense no mucho tiempo después, bajo el impulso de Fergus. La iglesia de Cruggleton, cerca del sitio del castillo del mimo nombre, podría también haber sido levantada por Fergus.

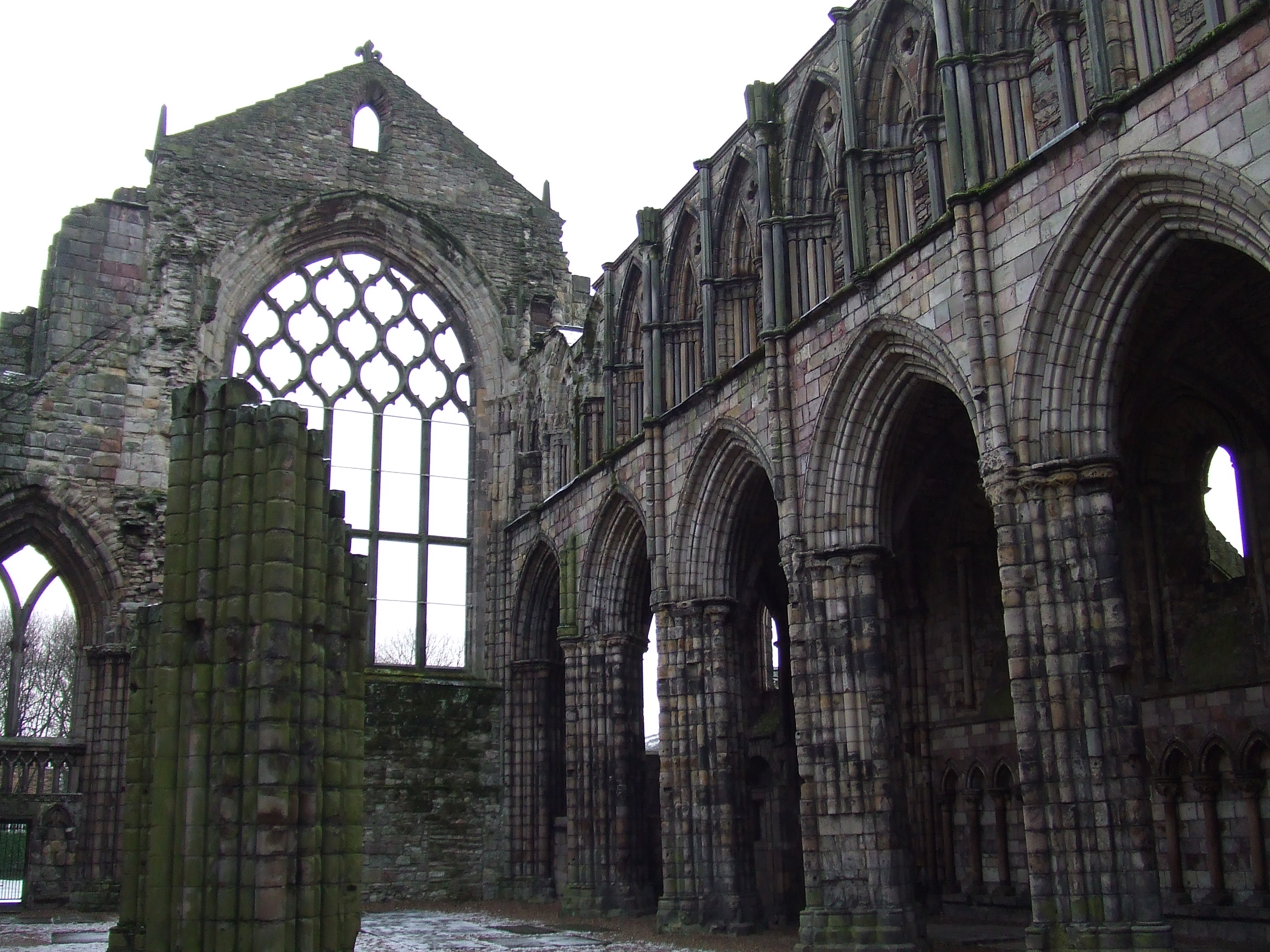
Ruinas de la abadía agustiniana de Holyrood, donde Fergus se retiró en 1160.

Aunque la Hystoria Fundacionis Prioratus Insule de Traile de origen bajomedieval reclama que Fergus fundó el priorato de St Mary  Isle, las fantásticas reclamaciones de fundación preservadas en esta fuente no son corroborada por fuentes contemporáneas. Según una carta de confirmación que data de una década tras la muerte de Fergus, Fergus concedió la casa a la abadía de Holyrood. Una carta de confirmación de Guillermo I, rey de Escocia revela que el priorato de St Mary Isle pudo haber comenzado a existir en la época del nieto de Fergus, Roland fitz Uhtred, Señor de Galloway, pese a que el primer prior reconocido aparece en el siglo XIII. Los supuestos vínculos de Fergus con esta casa, por tanto, son dudosos. A pesar de que Walter Bower declaró que Fergus era responsable de la fundación de la abadía de Tongland, su bisnieto, Alan fitz Roland, Señor de Galloway, parece haberla fundado en el siglo XIII. La atribución errónea a Fergus de esta casa puede ser el resultado de un intento de realzar la antigüedad de su establecimiento enlazándola con el progenitor de la familia de Alan.
La inspiración detrás del patrocinio eclesiástico de Fergus es incierta. Por un lado, es concebible que estuviera imitando o compitiendo con el extenso patrocinio de la monarquía escocesa. Por otro lado, conexiones familiares con los gobernantes de Inglaterra y las Islas podría haber jugado un papel en sus intereses eclesiásticos. Contactos con influyentes eclesiásticos como Máel Máedoc y Ailred podrían también haber inspirado las buenas obras de Fergus.
Además, la introducción de agustinos y Premonstratenses en Galloway puede haber sido parte de un proceso de revitalización de las diócesis reformada. La construcción de edificios eclesiásticos, muy parecidos a castillos, era a menudo un medio por el que los gobernantes medievales mostraban su preeminencia, lo que podría explicar las actividades eclesiásticas de Fergus. En efecto, sus fundaciones religiosas pueden indicar intentos por afirmar su autoridad en la región. Mientras la fundación de una sede episcopal parece haber sido una recurso por el que Fergus buscaba reforzar su independencia de los escoceses, su remarcable apoyo a órdenes religiosas reformadas puede haber sido un intento de legitimar sus aspiraciones regias.

## Acontecimientos en las Islas

### Alianza con Óláfr Guðrøðarson

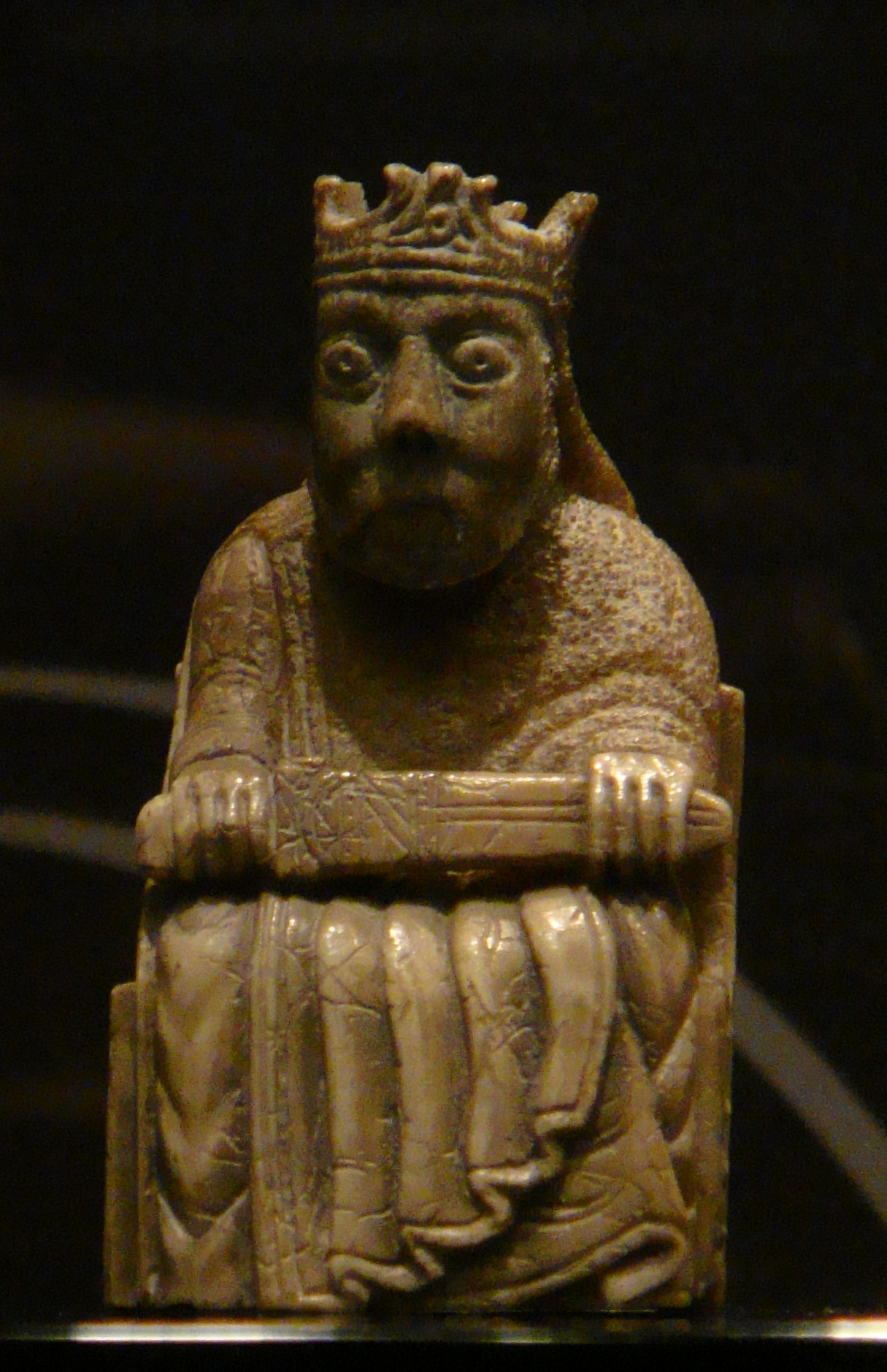
Un rey de ajedrez del conocido como Ajedrez de la isla de Lewis. Algunas de las piezas pueden haber llegado a las Islas a raíz de los negocios de Guðrøðr en Noruega.

A comienzos de su carrera, Fergus se vinculó a las Islas en forma de una alianza marital entre Affraic y Óláfr, el Rey de las Islas. A pesar de que la unión no es datada en fuentes contemporáneas, la estancia en Escandinavia realizada por el hijo de la pareja 1152 sugiere que el matrimonio fue concertado en los años 1130 o 1140. La alianza forjada entre Óláfr y Fergus proporcionó a la familia del primero conexiones familiares con la Corona inglesa, uno de las monarquías más potentes de Europa occidental. En cuanto a Fergus, la unión vinculó a Galloway más estrechamente a un reino vecino que había lanzado una invasión durante el señorío de Magnús Óláfsson, Rey de Noruega. La alianza con Óláfr también aseguró a Fergus la protección de una de las más flotas más potentes de Gran Bretaña, y le proporcionó un valioso aliado más allá de la órbita de la Corona escocesa.
Uno posible razón para la aparente falta de participación posterior de Fergus en los asuntos anglo-escoceses puede deberse a los acontecimientos en las Islas. A pesar de que la Crónica de Mann de los siglos XIII y XIV retrata el reinado de Óláfr como tranquilo, una evaluación más cuidadosa de su reinado podría indicar que navegó habilmente en un clima político incierto. Con relación a Fergus, la adquisición del reino de Dublín en 1142, por el Isleño Ottar mac meic Ottair, bien pudo representar una amenaza a la autoridad de Óláfr, y las perspectivas del nieto de Fergus. A mediados del siglo XII, el reino del envejecido Óláfr pudo haber empezado a ceder bajo la tensión, como quizás evidencian las depreciaciones llevadas a cabo en la tierra firme escocesa por el principal clérigo de Óláfr, Wimund, Obispo de las Islas. La confirmación de la preocupación de Óláfr por el problema sucesorio se preserva en la crónica, que afirma que Guðrøðr viajó al tribunal de Ingi Haraldsson, Rey de Noruega en 1152, donde Guðrøðr rindió homenaje al rey noruego, y aparentemente aseguró su reconocimiento a la herencia real de las Islas.

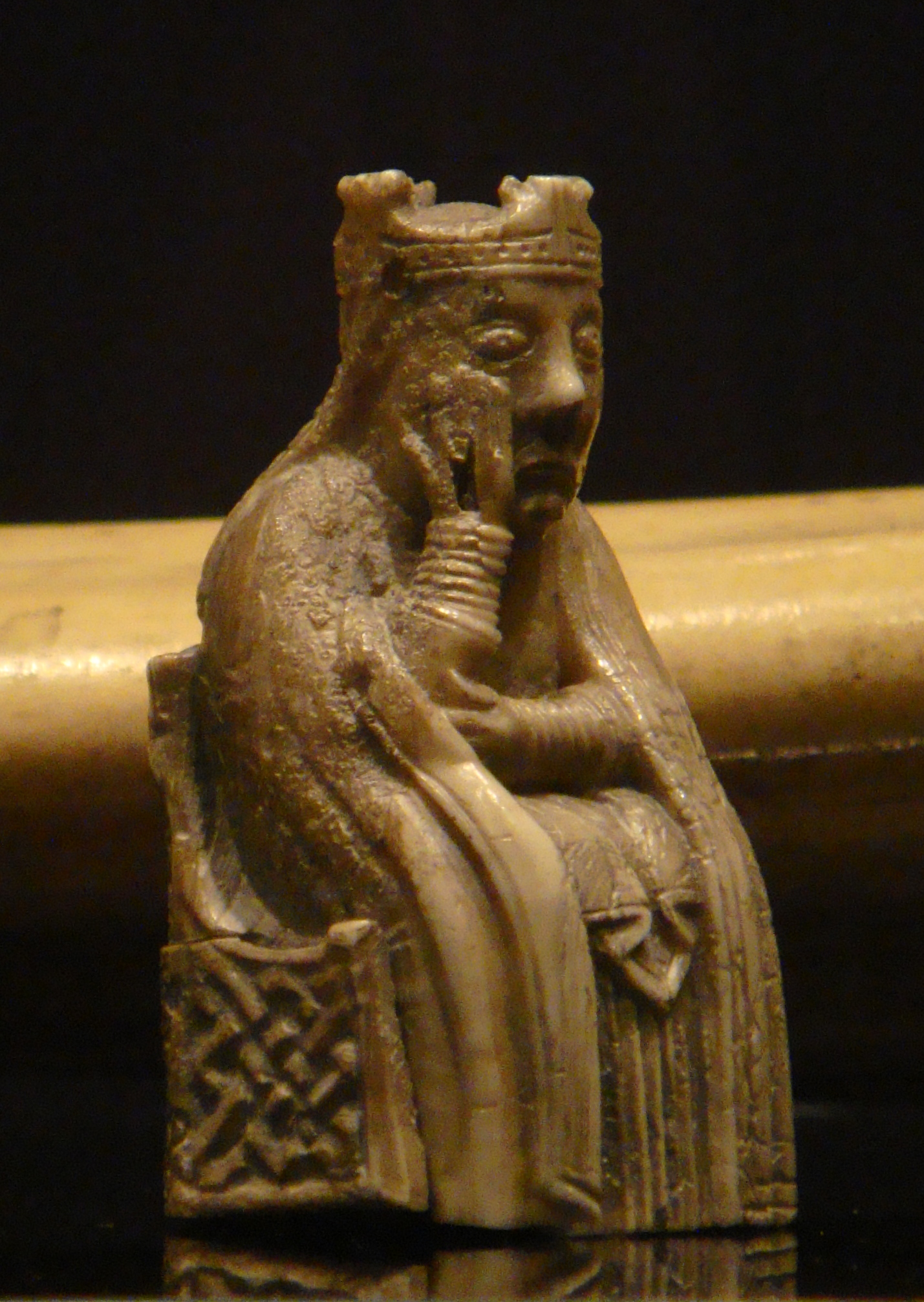
Una reina del conocido como ajedrez de Lewis. No se sabe casi nada de la reina de las Islas.

El año siguiente marcó un punto de inflexión en la historia del reino de las Islas con las muertes consecutivas de David y Óláfr. El último fue asesinado por tres hijos de su hermano exiliado con base en Dublin, después de los cual—los Haraldsonnar—se dividieron Mann entre ellos. Una vez en control, la crónica revela que los Haraldsonnar se fortificaron contra las fuerzas leales al heredero legítimo del reino lanzando un ataque preventivo contra Fergus. A pesar de que la invasión de Galloway fue rechazada con grandes bajas, una vez los Haraldsonnar regresaron a Mann la crónica informa que asesinaron y expulsaron a todos los gallovidianos que encontraron. Esta despiadada reacción evidentemente revela un intento de eliminar a las facciones locales partidarias de Affraic y su hijo. En cualquier caso, a los pocos meses del asesinato de su padre, Guðrøðr ejecutó su venganza. Reforzado con apoyo militar noruego, Guðrøðr venció a sus tres primos, y recuperó el trono.

### Ascenso de Somairle mac Gilla Brigte

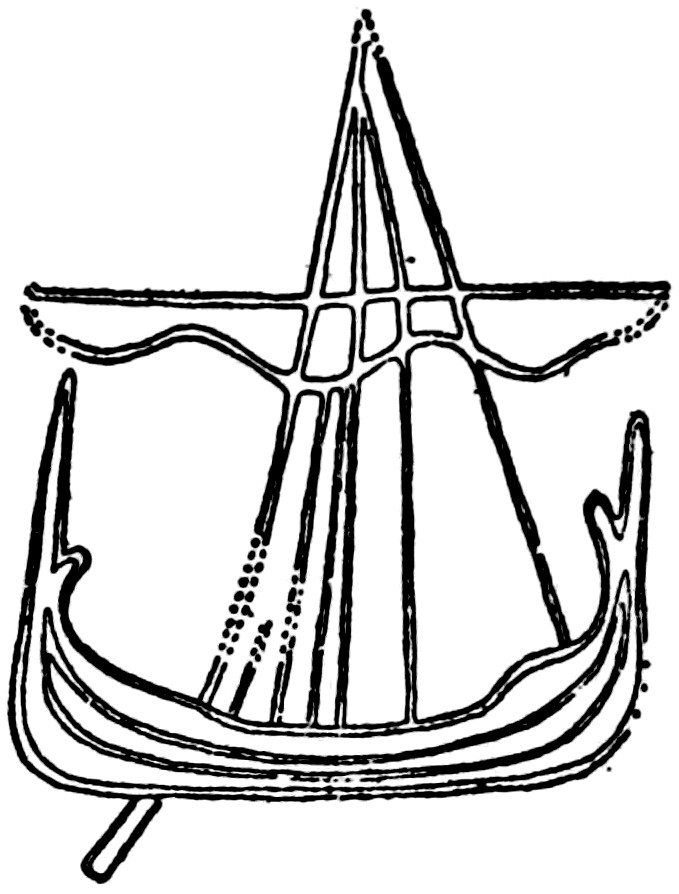
Detalle de Maughold IV, una piedra rúnica de Manx mostrando un barco de navegación contemporáneo. El poder de los reyes de las Islas residía en sus flotas de galeras armadas.

A mitad del siglo XII, Muirchertach Mac Lochlainn, Rey de Tír nEógain reclamó la corona suprema de Irlanda, un título entonces en poder del anciano Toirdelbach Ua Conchobair, Rey de Connacht. En 1154, las fuerzas de Toirrdelbach y Muirchertach se enfrentaron en una batalla naval en la costa de Inishowen. Según los Anales de los cuatro maestros del siglo XVII, las fuerzas de Muirchertach eran tropas mercenarias reclutadas en Galloway, Arran, Kintyre, Mann, y "los territorios de Escocia". Esta anotación parece indicar que Guðrøðr, Fergus, y quizás Somairle, proporcionaron barcos a la causa de Muirchertach A pesar de que las fuerzas de Toirrdelbach obtuvieron una ajustada victoria, su poderío naval parece haber sido virtualmente anulado por la severidad del concurso, y Muirchertach marchó sobre Dublín poco después, obteniendo el poder sobre los Dublineses y asegurándose el título de rey de Irlanda.
La derrota de las fuerzas reclutadas en las Islas y la expansión posterior del poder de Muirchertach a Dublín, puede haber tenido repercusiones severas para la carrera de Guðrøðr. En 1155 o 1156, Somairle y un supuesto pariente de Ottar precipitaron un golpe contra Guðrøðr, presentando al hijo de Somairle, Dubgall, como sustituto de Guðrøðr. A finales de 1156, Somairle y Guðrøðr se enfrentaron y dividieron el Reino de las Islas entre ellos. Dos años más tarde el primero expulsó al segundo del trono y lo exilió.

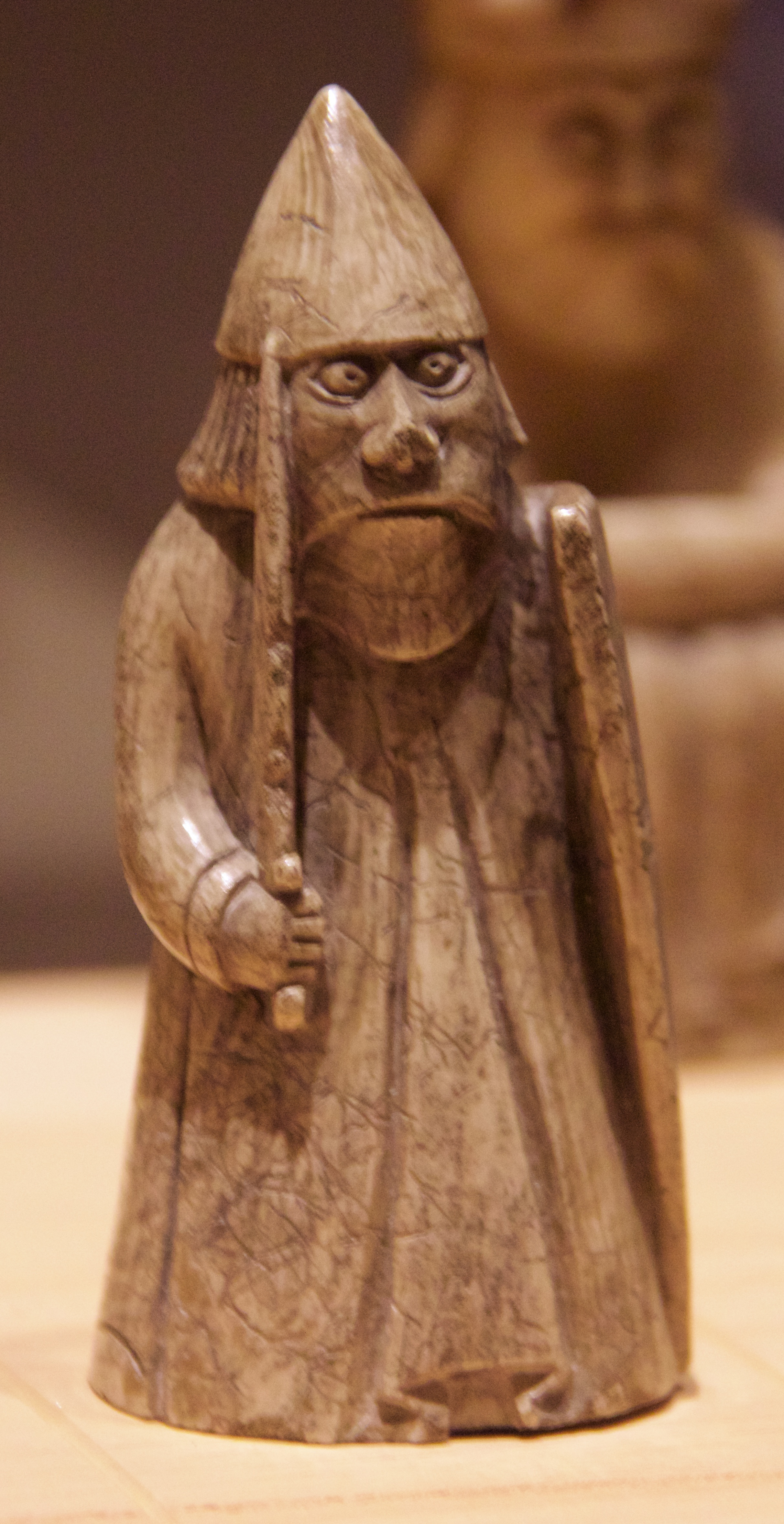
Una torre de ajedrez del llamado Ajedrez Lewis.

Es incierto por qué Fergus no apoyó a su nieto contra Somairle. El registro de la captura de Domnall mac Máel Coluim en Whithorn en 1156, registrado en los siglos XII-XIII en la Crónica de Holyrood, y Gesta Annalia I, puede apuntar a Fergus. Domnall parece haber sido un hijo de Máel Coluim mac Alasdair, pretendiente al trono escocés y de alguna manera relacionado con Somairle. Tras la muerte de David en 1153, Somairle y Máel Coluim se habían alzado contra un recién inaugurado Malcolm sin mucho éxito. La posterior captura de Domnall en el oeste de Galloway, por tanto, podría evidenciar que los Meic Máel Coluim habían intentado hacerse por la fuerza con una base en el occidente de Galloway. No obstante, el que la crónica no haga ninguna mención al conflicto en Galloway, junto con el hecho que Whithorn era un centro espiritual más que un centro de poder secular, podría sugerir que Domnall estaba en la región en circunstancias menos violentas. De ser así, es concebible que Fergus podría originalmente haber forjado un entendiendo con los Meic Máel Coluim antes de que la presión de sus hijos le forzara a desertar la causa de Domnall. El hecho que la captura de este último precediera al golpe de Somairle podría sugerir que, a pesar de que Domnall podría estar intentando segurar el soporte de Galloway, una vez que las intenciones de Somairle contra Guðrøðr fueran evidentes, los Gallovdianos entregaron al pariente de Somairle a los escoceses.[Nota 9]

## Sometimiento escocés de Galloway

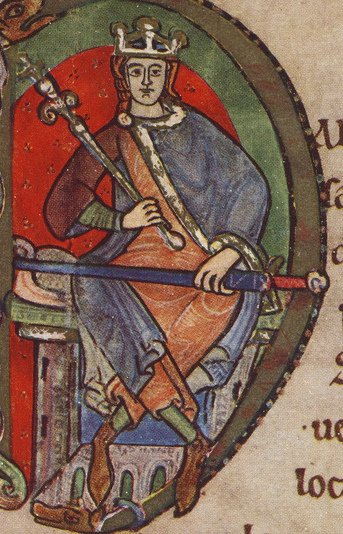
Malcolm IV, Rey de Escocia en un diploma real del siglo XII.

Hay evidencias que sugieren que Fergus luchó por mantener el control de su señorío durante la década. Esta crisis pudo impedir su intervención en las Islas en apoyo de Guðrøðr. Como le ocurrió al anterior, el fracaso de la flota mercenaria de Muirchertach podría haber contribuido a la pérdida de la autoridad de Fergus. El desorden en el señorío es evidenciado por la Vita Ailredi, que revela que la región fue sacudida por conflictos dinásticos durante este periodo.
En 1160, Malcolm regresó a Escocia habiendo pasado meses haciendo campaña al servicio de los ingleses en el Continente. Después de solucionar desavenencias con numerosos magnates en Perth, la Crónica de Holyrood y la Crónica de Melrose revelan que lanzó tres expediciones militares a Galloway. Las circunstancias que rodean estas invasiones no son claras, aunque se sabe que Fergus se entregó a los escoceses antes del fin del año.[Nota 10] Específicamente, según Gesta Annalia I, una vez que los escoceses sometieron Galloway, los conquistadores forzaron a Fergus a retirarse a la abadía de Holyrood, y entregar a su hijo Uhtred, como rehén real. La Crónica de Holyrood y el Ordinale de Holyrood corroboran la jubilación monástica de Fergus, indicando esta última fuente la entrega por parte de Fergus de tierras en Dunrod a la abadía.[Nota 11]

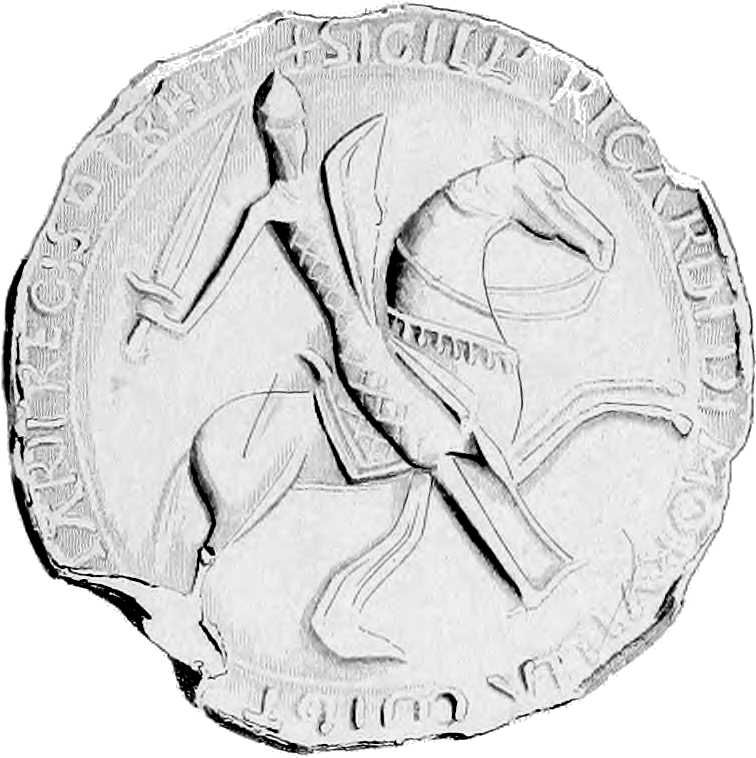
Sello de Richard de Morville, Condestable de Escocia. Los Morvilles eran una de las numerosas familias caballerescas utilizadas por la Corona escocesa para aislar el señorío de Fergus.[Nota 12

Por una parte, es posible que Fergus hubiera precipitado la reacción de Malcolm por asolar los territorio entre los ríos Urr y Nith. El hecho que la Crónica de Holyrood describa a los oponentes Gallovidianos de Malcolm como "enemigos federados", sin mencionar a ninguno de sus hijos, sugiere que Fergus estuvo apoyado por otros cómplices. De hecho, es posible que Malcolm hubiera encontrado una alianza entre Fergus y Somairle. La evidencia de tal coalición puede existir en la cláusula de datación de un diploma que indica un acuerdo formal entre Somairle y Malcolm aquella Navidad. Además, el hecho de que varias iglesias cerca de Kirkcudbright sean registradas como pertenecientes en algún momento a Iona, un antiguo centro eclesiástico que Somairle intentó revivir durante su reinado en las Islas, podría sugerir alguna clase de acuerdo entre los gobernantes. Si Somairle y Fergus habían sido aliados, la caída del último, junto con el avance de la autoridad escocesa en la región de Solway, poder haber llevado finalmente a Somairle a llegar a un acuerdo con los escoceses. Una posibilidad alternativa es que el diploma evidenciara un apoyo de Somairle Malcolm en la supresión y destrucción de Fergus. Hay también razones para sospechar que Ferteth, Conde de Strathearn poseía alguna clase de afiliación con Fergus. No solo Ferteth parece ser el más destacado entre los magnates desafectos que confrontaron a Malcolm en 1160, pero su padre aparece como uno de los protagonistas en la  Batalla del Standard, y Ferteth contrajo matrimonio con una mujer cuyo nombre puede indicar que era nativa de Galloway.[Nota 13] Los conflictos familiares notados por la Vita Ailredi podrían indicar que los hijos de Fergus asistieran en su derrocamiento, o al menos hicieron poco para detenerlo.

## Muerte y consecuencias

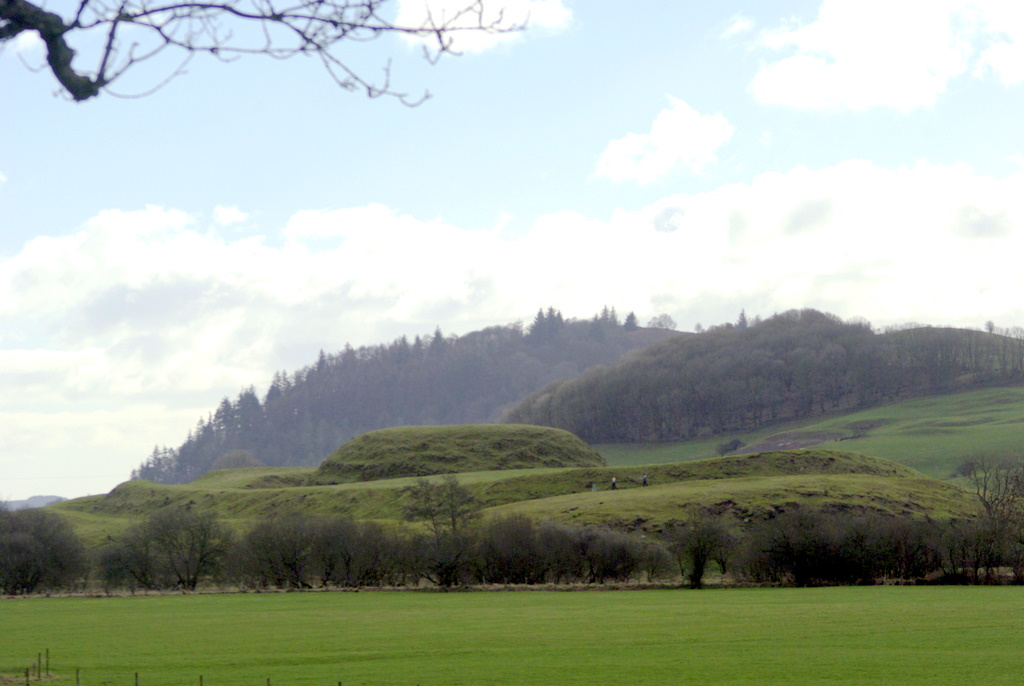
Los restos de la Mota de Urr, el earthen restos de un duodécimo-siglo mota castral. El motte puede haber sido el sitio de un castillo de Walter de Berkeley, Chamberlain de Escocia, un Anglo-Norman resolvió en Galloway por Uhtred en los años 1160.

Fergus no vivió mucho tiempo después de su retiro, y murió el 12 de mayo de 1161, según informa la Crónica de Holyrood. Las fuentes supervivientes revelan que él overshadowed sus hijos durante su lifetime, con Uhtred presenciando solo tres cartas y Gilla Brigte ninguno en absoluto. El último exclusión aparente de asuntos de estatales podría ser pertinente a la animosidad subsiguiente entre el siblings, así como las dificultades Fergus afrontados con los hombres tarde en su carrera. A Fergus' muerte, el señorío aparece a ha sido partido entre los hermanos. A pesar de que  hay no evidencia concreta para Gilla Brigte  participación, las transacciones más tardías que implican Uhtred revelar que el último aguantó tierras en el más bajos Dee valle, según parece centrado en una área alrededor de Kirkcudbright. El hecho que esta región aparece para tener formado el núcleo de Fergus' los holdings podrían ser evidencia  que Uhtred era el sucesor sénior. Conceivably, Uhtred  allotment constó de el este de territorio del señorío del río Cree, whilst Gilla Brigte  la participación era todo  del este de este waterway.

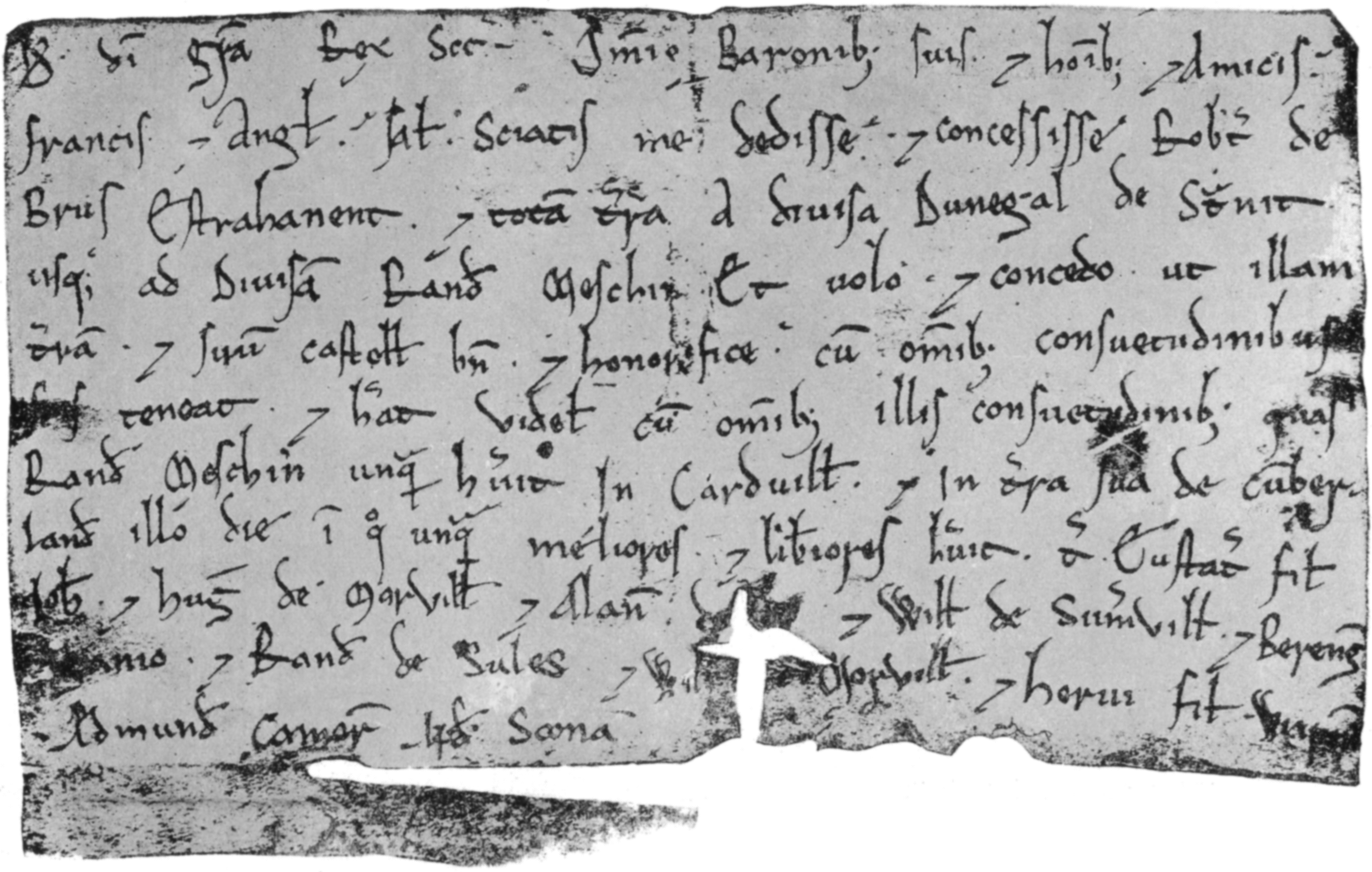
Diploma de David a Robert de Brus respecto de Annandale. El acuerdo de tales hombres en el sur de Escocia pudo haber sido un medio de contrarrestar el ascenso de Fergus.

Tras la destrucción de Fergus, la Corona escocesa redobló sus intentos de incorporar Galloway al reino escocés. Parece ser que a Uhtred le fue concedido el territorio entre los ríos Nith y Urr, mientas Gilla Brigte pudo haberse casado con una hermana de Donnchad II, Conde de Fife, el magnate gaélico más destacado del reino. La autoridad escocesa se estableció en el señorío a través de la implantación de funcionarios reales, y el poder escocés se proyectó aún más con la construcción de un castillo real en Dumfries. Actas reales supervivientes datadas tras la caída de Fergus indican que, desde la perspectiva de la Corona escocesa, el Señorío de Galloway había sido integrado al Reino de Escocia, y estaba sujeto al señorío de Malcolm.

## Citas
1. ↑  Munch; Goss (1874) pp. 60–61; Cotton MS Julius A VII (n.d.).
2. 1 2  Oram, RD (2004).
3. ↑  Oram, RD (1991) pp. 117, 119; Oram, RD (1988) p. 27, 32.
4. ↑  McDonald (2000) p. 172; Oram, RD (1991) p. 119.
5. ↑  Oram, RD (1988) p. 32.
6. ↑  McDonald (2000) p. 173; Oram, RD (2000) pp. 53–54; Oram, RD (1991) pp. 119–120; Oram, RD (1988) pp. 35–41; Legge (1964).
7. ↑  Wenthe (2012) pp. 28, 33, 35–36; Hunt 2005 pp. 55–56; Besamusca (2002) p. 213; Thomas (1993) p. 91.
8. ↑  Rickard (2011) p. 113; Hunt (2005) p. 55; McDonald (2002) p. 116 n. 53; Thomas (1993); Oram, RD (1988) pp. 35–41; Legge (1948–1949) pp. 167–171.
9. ↑  Oram, RD (1988) pp. 35–41; Legge (1964); Martin (1872) pp. 9 § 37, 10 § 27, 15 § 16, 32 § 37, 73 § 25.
10. ↑  Faletra (2014) p. 206 n. 26; Archibald (2009) p. 144; Hunt (2005); Besamusca (2002) p. 213; Kuiper (2000); Thomas (1993) p. 94; Oram, RD (1991) p. 120; Oram, RD (1988) p. 37; Freeman (1983).
11. ↑  Kuiper (2000); Oram, RD (2000) pp. 53–54; Oram, RD (1991) pp. 119–120; Oram, RD (1988) pp. 35–41.
12. ↑  Scott, JG (1997) p. 25; Oram, RD (1991) pp. 121–122.
13. ↑  Scott, JG (1997) p. 25; Oram, RD (1991) p. 122.
14. ↑  Scott, JG (1997) p. 25.
15. ↑  Oram, RD (2000) pp. 56, 221.
16. ↑  Sharpe (2011) p. 96 n. 243; Hudson, B (2006) p. 223, 223 n. 54; McDonald (2000) p. 171; Oram, RD (1988) p. 31; Legge (1964); Lawrie (1905) pp. 85–86 § 109; Registrum Episcopatus Glasguensis (1843) p. 9 § 3; Document 1/4/29 (n.d.).
17. ↑  Oram, RD (1988) pp. 44–45.
18. ↑  Oram, RD (1988) pp. 42–43.
19. 1 2 3  Oram, RD (1988) pp. 45–46.
20. ↑  Hudson, BT (2005) p. 139; McDonald (1995) pp. 202–203; Oram, RD (1988) pp. 45–46; Lawlor (1920) pp. 76, 76 n. 4, 78, 78 n. 1.
21. ↑  McDonald (1995) pp. 202–203; Scott (1988) p. 36.
22. ↑  Oram, RD (2008) pp. 171, 181.
23. ↑  Oram, RD (2008) p. 181.
24. ↑  Oram, RD (2000) pp. 57–58.
25. ↑  Oram, RD (2000) p. 58; Oram, RD (1988) pp. 269–270.
26. ↑  Oram, RD (2000) pp. 58–59.
27. ↑  Oram, RD (2000) p. 59.
28. ↑  Barrow (2005) pp. 430–431 n. 28; Thompson (2003) p. 150; Oram, RD (2000) p. 60; Oram, RD (1988) pp. 30, 70–74; Hollister; Keefe (1973) p. 5, 5 n. 17.
29. ↑  Brooke (1994) p. 80.
30. ↑  Barrow (2005) pp. 430–431 n. 28; Oram, RD (2000) p. 60; Oram, RD (1988) pp. 71, 99; Keefe (1981) p. 191 n. 5; Anderson (1908) p. 258; Stubbs (1869) p. 105; Stubbs (1867) p. 80; Riley (1853) p. 423.
31. ↑  Oram, RD (1988) pp. 71–72, 99.
32. ↑  Barrow (2005) pp. 430–431 n. 28; Oram, RD (1988) p. 99; Bain (1881) pp. 81–82 § 480.
33. ↑  Oram, RD (2000) p. 60; Oram, RD (1993) p. 116; Oram, RD (1988) pp. 72, 99; Lawrie (1910) p. 115; Anderson (1908) p. 245; Howlett (1889) pp. 228–229.
34. ↑  Oram, RD (2011) p. xiii tab. 2; Hollister (2004).
35. ↑  Hollister (2004); Hollister (2003) p. 41, 41 n. 68; Thompson (2003).
36. ↑  Hollister (2004); Thompson (2003); Hollister; Keefe (1973) p. 5.
37. ↑  Oram, RD (2000) pp. 59, 61; Oram, RD (1993) pp. 115–116.
38. ↑  Duncan (2008); McDonald (2000) pp. 174–175; Oram, RD (1993) p. 116; Brooke (1991) pp. 48–49.
39. ↑  McDonald (2000) pp. 174–175; Brooke (1991) pp. 48–49.
40. ↑  Oram, RD (2011) p. 85; Blakely (2005) p. 20.
41. 1 2 3  Oram, RD (2000) p. 62.
42. 1 2  Barrow, GWS (2006); Oram, RD (1991) pp. 122–123.
43. ↑  Barrow, GWS (2006); Kapelle (1979) p. 204.
44. ↑  King (2004); Oram, RD (2000) p. 62.
45. ↑  Oram, RD (2000) p. 63.
46. ↑  Oram, RD (2000) pp. 63–64.
47. ↑  Oram, RD (1993) p. 116; Oram, RD (1988) pp. 73–74.
48. ↑  Blakely (2005) pp. 8–27; Oram, RD (2000) p. 62; Kapelle (1979) p. 198.
49. ↑  Oram, RD (2011) p. 86; Oram, RD (2000) pp. 63–64; Scott, JG (1997) pp. 29–30.
50. ↑  Oram, RD (2011) p. 86.
51. ↑  Barrow, GWS (2006); Barrow, GWS (1992) pp. 62–63.
52. ↑  Barrow, GWS (2006); Barrow, GWS (1992) pp. 62–65.
53. ↑  Barrow, GWS (2006).
54. ↑  Oram, RD (1988) p. 77; Anderson (1908) pp. 181, 182–183, 185–186, 187–190; Howlett (1886) pp. 152–159.
55. ↑  Aird (2007) pp. 65, 72 n. 52; Oram, RD (1988) p. 77; Anderson (1908) p. 180, 180 n. 4; Howlett (1886) pp. 187–188.
56. ↑  Strickland (2012) pp. 100–101; Oram, RD (1988) p. 77.
57. ↑  Oram, RD (1993) p. 114 n. 5; Oram, RD (1988) p. 78.
58. ↑  Oram, RD (1993) p. 114 n. 5.
59. ↑  Oram, RD (1991) pp. 123–124.
60. ↑  Hollister (2004).
61. ↑  Oram, RD (1988) p. 78; Anderson (1908) pp. 214–215; Howlett (1886) p. 178.
62. ↑  Oram, RD (1988) p. 78.
63. ↑  Scott, JG (1997) pp. 13a fig. 1, 23 fig. 5; Oram, RD (1991) p. 118 fig. 8.1; Barrow, GWS (1980) p. 51.
64. ↑  Oram, R (2009) p. 132; Oram, RD (1988) p. 268.
65. ↑  Oram, R (2009) p. 132; Hudson, B (2006) p. 222; Hill (1997) p. 23; Oram, RD (1988) pp. 268, 293; Lawrie (1905) pp. 53–54 § 63, 314 § 63; Raine (1894) pp. 48–49.
66. ↑  Oram, R (2009) p. 132; Oram, RD (1988) pp. 268–269, 294; Raine (1894) p. 60.
67. ↑  Oram, RD (1988) p. 269.
68. ↑  Stringer, KJ (2000) p. 157 n. 119.
69. ↑  Oram, RD (1988) pp. 270–271.
70. ↑  Smith (2016) p. 245; Oram, RD (1988) pp. 271–272.
71. ↑  Oram, R (2009) pp. 132 tab. 8.1, 133; Oram, RD (1988) p. 275; Anderson; Anderson (1938) pp. 127, 188.
72. ↑  McDonald (1995) p. 201.
73. ↑  Sharpe (2011) p. 92 n. 230; Webb (2004) p. 93; Oram, RD (2000) p. 110 n. 38; Brooke (1991) p. 57; Oram, RD (1988) pp. 311, 316; Barrow; Scott (1971) pp. 146–149 § 39; Charters and Other Documents (1871) pp. 9–13 § 2; Liber Cartarum Sancte Crucis (1840) pp. 20–21 § 25, 22–25 § 27, 38–40 § 49; Document 1/6/34 (n.d.); Document 2/12/6 (n.d.); Document 2/12/12 (n.d.).
74. ↑  Liber Cartarum Sancte Crucis (1840) pp. 20–21 § 25; Document 2/12/6 (n.d.).
75. ↑  McDonald (1995) p. 197; Cowan; Easson (1976) p. 103; Radford (1948–1949) p. 103; Report of the Manuscripts (1907) pp. xxxvii, 484.
76. ↑  Hill (1997) p. 23; Oram, RD (1988) p. 46; Cowan; Easson (1976) p. 103; Radford (1948–1949) pp. 103–104, 103 n. 89.
77. ↑  Hill (1997) p. 23; McDonald (1995) p. 197.
78. ↑  Hill (1997) p. 23; McDonald (1995) p. 198; Migne (1885) pp. 33, 54.
79. ↑  Barrow, J (2015) pp. 109–110; McDonald (1995) p. 198.
80. ↑  McDonald (1995) p. 198.
81. ↑  Jamroziak (2008) p. 41; Stringer, KJ (2000) pp. 142–143; McDonald (1995) pp. 194–195; Oram, RD (1993) pp. 115–116; Stell (1991) p. 151; Scott (1988) p. 35; Cruden (1986) p. 76; Stringer, K (1980).
82. ↑  McDonald (1995) p. 194; Skene (1872) pp. 230–231; Skene (1871) p. 238–239; Goodall (1759) p. 538; Hearnius (1722) p. 1551.
83. ↑  McDonald (1995) p. 194; Arnold (1885) p. 330.
84. ↑  Scott (1988) p. 36; Stringer, K (1980); Powicke (1978) pp. 45–46.
85. 1 2  Stringer, K (1980).
86. ↑  Hill (1997) p. 23; Oram, RD (1993) p. 115; Stringer, K (1980).
87. ↑  McDonald (1995) p. 203.
88. ↑  Stringer, KJ (2000) pp. 142–143.
89. ↑  Stringer, KJ (2000) pp. 142–143; Powicke (1978) p. 46.
90. ↑  Cowan; Easson (1976) pp. 78–79; Reid (1932).
91. ↑  Reid (1932).
92. ↑  McDonald (1995) pp. 196–197.
93. ↑  Oram, RD (1988) p. 46; Cowan; Easson (1976) p. 102; Radford (1948–1949) p. 103; Report of the Manuscripts (1907) pp. xxxvii, 484; Goodall (1759) p. 538; Hearnius (1722) p. 1551.
94. ↑  McDonald (1995) pp. 196–197; Duffy (1993) p. 72; Scott (1988) p. 36; Radford (1948–1949) p. 103; Lawlor (1920) p. 120; Acta Sanctorum (1894) p. 165.
95. ↑  Scott (1988) pp. 36–37.
96. ↑  Scott (1988) pp. 37–38.
97. ↑  Duffy (1993) p. 72.
98. ↑  Stell (1991) p. 150.
99. ↑  McDonald (1995) p. 199; Gordon (1868) pp. 204–206; The Bannatyne Miscellany (1836) pp. 19–20.
100. ↑  McDonald (1995) p. 199; Liber Cartarum Sancte Crucis (1840) pp. 22–25 § 27; Document 1/6/34 (n.d.).
101. ↑  McDonald (1995) p. 199; Barrow; Scott (1971) pp. 313–314 § 293; Document 1/6/265 (n.d.).
102. ↑  McDonald (1995) p. 199; Theiner (1864) pp. vi, 14 § 32; Document 2/139/41 (n.d.).
103. ↑  McDonald (1995) p. 199.
104. ↑  McDonald (1995) pp. 199–200; Cowan; Easson (1976) p. 103; Goodall (1759) p. 538; Hearnius (1722) p. 1552.
105. ↑  McDonald (1995) p. 200.
106. ↑  Jamroziak (2008) pp. 41–42; McDonald (1995) pp. 192, 202–207.
107. ↑  Jamroziak (2008) pp. 41–42; Aird (2007) p. 66; McDonald (1995) pp. 201–206, 215.
108. ↑  McDonald (1995) p. 215.
109. ↑  Jamroziak (2008); McDonald (1995) p. 215.
110. ↑  Jamroziak (2008); Aird (2007) p. 66.
111. ↑  Stringer, KJ (2000) pp. 157–158.
112. ↑  Caldwell; Hall; Wilkinson (2009) p. 178.
113. ↑  Caldwell; Hall; Wilkinson (2009) pp. 156 fig. 1b, 163 fig. 8e.
114. ↑  Oram, RD (2000) p. 69.
115. ↑  Oram, RD (1988) p. 79.
116. ↑  Oram, RD (1993) p. 116; Oram, RD (1988) p. 79.
117. ↑  Oram, RD (1993) p. 116; Oram, RD (1988) pp. 10, 78, 80.
118. ↑  Oram, RD (1988) p. 80.
119. ↑  Oram, RD (2000) p. 67.
120. ↑  Beuermann (2014) p. 85; Oram, RD (2011) p. 113; Oram, RD (2000) p. 73; Anderson (1922) p. 137; Munch; Goss (1874) pp. 60–61.
121. ↑  Oram, RD (2000) p. 73.
122. ↑  Downham (2013) pp. 171–172; Oram, RD (2000) p. 67.
123. 1 2  Oram, RD (2011) p. 113; Oram, RD (2000) p. 73.
124. ↑  Beuermann (2014) p. 93 n. 43; Oram, RD (2011) p. 113.
125. ↑  Downham (2013) p. 172; McDonald (2012) p. 162; Oram, RD (2011) p. 113; Beuermann (2010) pp. 106–107; Power (2005) p. 22; Oram, RD (2000) p. 73; Anderson (1922) p. 225; Munch; Goss (1874) pp. 62–63.
126. ↑  Caldwell; Hall; Wilkinson (2009) p. 157 fig. 2a, 163 fig. 8d, 187 fig. 14.
127. ↑  McDonald (2007b) p. 163.
128. ↑  Oram, RD (2011) pp. 108, 113.
129. ↑  Beuermann (2014) p. 85; Downham (2013) p. 171; Oram, RD (2011) p. 113; Duffy (1993) pp. 41–42, 42 n. 59; Oram, RD (1988) pp. 80–81.
130. ↑  Oram, RD (1988) p. 81; Anderson (1922) pp. 225–226; Munch; Goss (1874) pp. 64–65.
131. ↑  Beuermann (2014) p. 87; Downham (2013) p. 171; McDonald (2012) p. 162; McDonald (2007b) pp. 67–68, 85; Oram, RD (2011) p. 113; Oram, RD (2000) pp. 69–70; Duffy (1993) p. 42; Oram, RD (1988) p. 81.
132. ↑  McDonald (2007a) p. 59; McDonald (2007b) pp. 128–129 pl. 1; Rixson (1982) pp. 114–115 pl. 1; Cubbon (1952) p. 70 fig. 24.
133. ↑  McDonald (2012) p. 151; McDonald (2007a) pp. 58–59; McDonald (2007b) pp. 54–55, 128–129 pl. 1; Wilson (1973) p. 15.
134. ↑  McDonald (2016) p. 337; McDonald (2012) p. 151; McDonald (2007b) pp. 128–129 pl. 1.
135. ↑  Duffy (2007) p. 2; O'Byrne (2005a); O'Byrne (2005c); Duffy (2004).
136. ↑  Oram, RD (2011) pp. 113, 120; McDonald (2008) p. 134; Duffy (2007) p. 2; McDonald (2007a) p. 71; O'Byrne (2005a); O'Byrne (2005b); O'Byrne (2005c); Duffy (2004); Oram, RD (2000) p. 73; Duffy (1992) pp. 124–125.
137. ↑  Oram, RD (2011) pp. 113, 120; McDonald (2008) p. 134; Duffy (2007) p. 2; McDonald (2007a) p. 71; McDonald (2007b) p. 118.
138. ↑  Annals of the Four Masters (2013a) § 1154.11; Annals of the Four Masters (2013b) § 1154.11; Oram, RD (2011) pp. 113, 120; Clancy (2008) p. 32; McDonald (2008) p. 134; Butter (2007) p. 141, 141 n. 121; Duffy (2007) p. 2; McDonald (2007a) p. 71; McDonald (2007b) p. 118; Oram, RD (2000) p. 73; Simms (2000) p. 12; Duffy (1992) pp. 124–125.
139. ↑  Griffin (2002) p. 42.
140. ↑  O'Byrne (2005a); Duffy (2004); Griffin (2002) p. 42.
141. ↑  Duffy (2004).
142. ↑  Oram, RD (2011) p. 120.
143. ↑  Downham (2013) p. 172; Woolf (2013) pp. 3–4; Oram, RD (2011) pp. 113–114, 120; Forte; Oram; Pedersen (2005) pp. 243–244; Woolf (2004) p. 104; Oram, RD (2000) pp. 74, 76; Sellar (2000) p. 191; McDonald (1997) pp. 54–58; Duffy (1993) pp. 40–41.
144. ↑  McDonald (2012) pp. 153, 161; McDonald (2007b) pp. 92, 113, 121 n. 86; Oram, RD (2011) pp. 120–121; McDonald (2007a) pp. 57, 64; Forte; Oram; Pedersen (2005) p. 244; Woolf (2004) p. 104; Oram, RD (2000) pp. 74, 76; Sellar (2000) p. 191; McDonald (1997) p. 56.
145. ↑  Caldwell; Hall; Wilkinson (2009) pp. 161 fig. 6c, 184 fig. 11, 189 fig. 16.
146. ↑  Oram, RD (2000) p. 77.
147. 1 2  Oram, RD (2011) p. 121.
148. ↑  Oram, RD (2000) p. 77; Oram, RD (1988) p. 84; Anderson; Anderson (1938) pp. 128, 188; Anderson (1922) p. 232.
149. ↑  Oram, RD (1988) p. 84; Skene (1872) pp. 249–250; Skene (1871) p. 254–255.
150. ↑  Neville (2016) p. 9; Woolf (2013) pp. 2–5.
151. ↑  Oram, RD (2000) p. 74.
152. ↑  Oram, RD (2011) p. 121; Stringer, K (1980); Powicke (1978) pp. 45–46.
153. ↑  Scott, WW (2008); Oram, RD (2000) p. 80.
154. 1 2  Neville (2016) p. 11; Oram, RD (2000) p. 80; McDonald; McLean (1992) p. 18; Oram, RD (1988) p. 93; Anderson; Anderson (1938) pp. 137, 189; Anderson (1922) p. 245.
155. ↑  Scott, WW (2008); Ewart; Pringle; Caldwell et al. (2004) p. 12; Oram, RD (1988) p. 90; Neville (1983) pp. 50–53.
156. ↑  Ewart; Pringle; Caldwell et al. (2004) p. 12; Oram, RD (2000) p. 80; Brooke (1991) pp. 52–54; Anderson; Anderson (1938) pp. 136–137, 136–137 n. 1, 189; Anderson (1922) pp. 244–245; Stevenson (1856) pp. 128–129; Stevenson (1835) p. 77.
157. ↑  Oram, RD (2000) p. 80.
158. ↑  Neville (2016) p. 11; Oram, RD (1988) p. 93; Skene (1872) p. 251; Skene (1871) p. 256.
159. ↑  Stringer, KJ (2000) pp. 144–145; Eeles (1914) pp. 67–68.
160. ↑  MacQueen (2003) p. 290.
161. ↑  Laing (1850) pp. xxix, 101 § 593, pl. 5 ill. 6.
162. 1 2  Neville (1983) pp. 53–54.
163. ↑  McDonald (2002) p. 116 n. 55; Brooke (1991) pp. 54–56.
164. ↑  Oram, RD (2000) p. 80; Anderson; Anderson (1938) pp. 136–137, 136 n. 1, 189; Anderson (1922) p. 245.
165. ↑  Woolf (2013) pp. 4–5; Oram, RD (2011) p. 122; Oram, RD (2000) pp. 80–81.
166. ↑  Woolf (2013) pp. 4–5; Oram, RD (2000) pp. 80–81; McDonald (1997) p. 52; Innes (1864) pp. 2, 51–52.
167. ↑  Oram, RD (2011) p. 122; Oram, RD (2000) p. 78; Oram, RD (1988) pp. 298–299; Barrow; Scott (1971) pp. 213–214 § 141; Liber Cartarum Sancte Crucis (1840) p. 41 § 51; Document 1/6/124 (n.d.).
168. ↑  Oram, RD (2000) pp. 80–81.
169. ↑  Hodge (2007) p. 315; Oram, RD (1988) p. 90; Neville (1983) pp. 53–54.
170. ↑  Neville (1983) pp. 53–54, 90 n. 29.
171. ↑  Oram, RD (1991) p. 126.
172. ↑  Oram, RD (2011) pp. 314 fig. 9.1, 315; Scott (1993) p. 133; Oram, RD (1988) p. 238; Barrow, GWS (1980) p. 174.
173. ↑  McDonald (2002) p. 104; Oram, RD (1988) p. 93; Barrow, GWS (1975) p. 128; Anderson; Anderson (1938) pp. 139, 189; Anderson (1922) p. 247.
174. ↑  Oram, RD (1988) p. 97.
175. ↑  Oram, RD (1988) p. 101.
176. ↑  Gladstone (1919).
177. ↑  Oram, RD (2011) p. 127; Oram, RD (1988) pp. 101–104.
178. ↑  Oram, RD (2011) p. 127; Oram, RD (2000) pp. 89.
179. ↑  Oram, RD (2000) pp. 89; Oram, RD (1988) p. 104.
180. ↑  Oram, RD (1988) pp. 101–102; Scott (1982).
181. ↑  Oram, RD (2000) p. 89; Oram, RD (1988) p. 104.